# Yun Sim-deok
Yun Sim-deok (25 de julio de 1897 – 4 de agosto de 1926) fue una cantante coreana. Fue la primera soprano profesional de su país.

## Biografía
Yoon Shim-Deok nació en Pionyang en 1897. Estudió en las escuelas Intermedia y secundaria de Pionyang para mujeres, y se graduó de la Universidad Kyongsong para Mujeres de Seúl, en 1914. Después de graduarse, se convirtió en maestra de escuela primaria en Wonju.
Después de enseñar durante un año, Yun fue a Japón, convirtiéndose en la primera coreana en estudiar en la Escuela de Música de Tokio. En Japón, conoció y se enamoró de un estudiante de literatura inglesa casado, Kim Woo-Jin (Hangul: 김우진), con quien tuvo un romance.
Después de graduarse de la escuela de música, regresó a Corea, donde debutó como soprano en 1923. A pesar de que las audiencias estaban impresionados por su potente voz, era incapaz de hacer presentaciones occidentales de música clásica.
Yun y Kim Woo-Jin se suicidaron juntos en 1926, saltando de un barco de pasajeros en la ruta de Shimonoseki a Busan. La impactante noticia causó sensación en Corea, y su grabación de "Elogio de la Muerte" (Hangul: 사의 찬미; también llamada "Canción de Muerte") de 1926 vendió un récord de 100.000 copias después de su muerte.

## Legado
Su más famosa grabación, "Elogio de la Muerte", es considerada la primera canción "popular" coreana (yuhaeng changga). Fue grabada en Osaka por la compañía de grabación japonesa Nitto, con su hermana acompañándola en el piano. La canción se establece con la melodía de "Olas del Danubio" de Ion Ivanovici.
Dos películas se han hecho sobre su vida. La primera, una película de 1969 titulada Yun Sim-Deok, fue dirigida por An Hyeon-cheol (Hangul: 안현철) y protagonizada por Moon Hee. La segunda, en 1991, fue una película llamada Canción de Muerte, dirigida por Kim Ho-sun y protagonizada por Chang Mi-hee.  Este film ganó numerosos premios en Corea del Sur, incluyendo la categoría Mejor Película del año 1991 en los Blue Dragon Film Awards y el Premio Chunsa de Arte cinematográfico de 1991. Una serie de televisión también se realizó en 2018 titulada Himno de la Muerte.

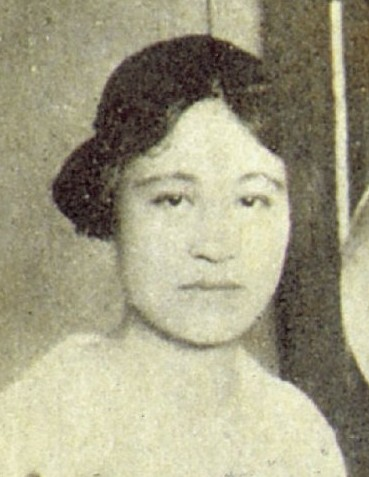
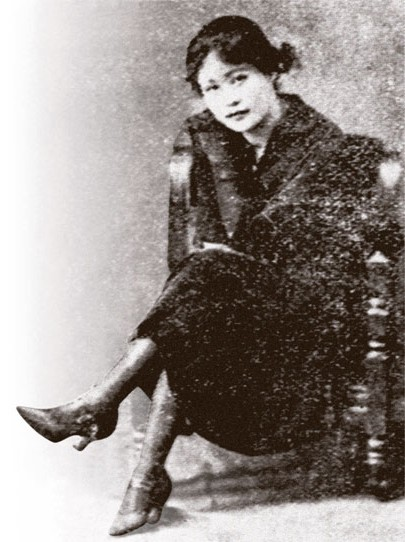
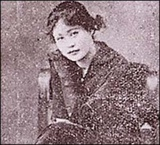